# Strike Witches
Strike Witches (яп. ストライクウィッチーズ, Sutoraiku Witchīzu) — змішаний оригінальний медіа-проектом створений Хамікане Шімадою для ілюстрації в журналі лайт-новелИ Набору Ямагути. Пізніше він був адаптований у дві лайт-новели, три манґи, аніме, OVA та різних відеоігор. Перший сезон аніме-серіалу знімався студією Gonzo, а другий сезон створений студією AIC. Історія відбувається навколо дівчат-підлітків, які використовують машини, надіті на їхні ноги, щоб боротися з нероями в повітряному бою. OVA епізод був випущена 1 січня 2007 року. Телевізійне аніме вийшло пізніше ефір з 3 липня 2008 по 18 вересня 2008 року. Другий сезон показали в період з 8 липня 2010 по 23 вересня 2010 року. Фільм був екранізований 17 березня 2012.